# 神戸市立西脇小学校
神戸市立西脇小学校（こうべしりつ にしわきしょうがっこう）は兵庫県神戸市垂水区西脇1丁目にある公立小学校である。

## 概要
広い運動場があり、遊具が整備されている。

## 沿革
- 1977年（昭和52年）
  - 4月1日 - 神戸市立西舞子小学校、神戸市立神陵台小学校、神戸市立多聞南小学校、神戸市立多聞台小学校より分離開校。
  - 6月10日 - 校章制定

## 学校行事
- 6月に運動会、11月に音楽会（合唱・合奏）が行われる。各学年の合唱・合奏が行われる。

## 委員会活動
5・6年生はいずれかに所属し、活動をしている。（代表委員会は４年生一部参加）
- 代表委員会 - あいさつ運動やスローガンを決定する。
- 放送委員会 - 朝・昼食の放送などをする。
- 運動委員会 - 体育倉庫の整備などをする。
- 保健委員会 - 保健の授業についての活動や、シャボネットの補充、その他、健康面での呼びかけ等を行う。
- 図書委員会 - 本に関係のある企画
- 掲示委員会 - 掲示物の作成
- 環境委員会 - 花などの栽培、管理
- 集会委員会 - 定期的に行われる全校集会の企画

## 通学区域と進学先中学校
神戸市垂水区
- 神戸市立星陵台中学校
  - 清水が丘1 - 3丁目、南多聞台3丁目（7・8番）
- 神戸市立神陵台中学校
  - 神陵台5丁目、西脇1 - 2丁目、南多聞台1丁目（9番）
- 神戸市立本多聞中学校
  - 本多聞1丁目

## 校区内の主な施設
- 湊川短期大学 附属神陵台幼稚園

## 交通
舞子駅より53系統もしくは54系統で大門橋下車北西へ徒歩約5分

## 通学区域が隣接している学校
- 神戸市立多聞台小学校
- 神戸市立多聞の丘小学校
- 神戸市立多聞東小学校
- 神戸市立東舞子小学校
- 神戸市立西舞子小学校
- 神戸市立神陵台小学校
- 明石市立松が丘小学校